# Hyponeuma arfaki
Hyponeuma arfaki là một loài bướm đêm trong họ Noctuidae.